# Gothic Slam
Gothic Slam war eine US-amerikanische Thrash-Metal-Band aus Union City, New Jersey, die im Jahr 1984 unter dem Namen Stryker gegründet wurde und sich 1991 wieder auflöste.

## Geschichte
Die Band wurde im Jahr 1984 von den Cousins David Chavarri (Schlagzeug) und Claudio Gonzales (E-Gitarre) unter dem Namen Stryker gegründet. Die Besetzung der Band wechselte mehrfach, bis schließlich Sänger Daniel Gomez und Bassist JT hinzukamen. Als zweiter Gitarrist kam kurz darauf Billy Genese zur Band. Es folgten diverse Auftritte. Die Gruppe erreichte einen Vertrag mit Torrid Records und änderten ihren Namen in Gothic Slam um. Bei diesem Label wurde ihr Debütalbum Killer Instinct im Jahr 1986 veröffentlicht, dem das Album Just a Face in the Crowd folgte. Die Band wurde in der Sendung Headbangers Ball auf MTV gespielt. Zudem ging die Gruppe mit Lääz Rockit auf Tour. Schlagzeuger Dave Chavarri spielte später bei Laaz Rockit, M.O.D., Pro-Pain und Ill Niño. Im Jahr 1991 löste sich die Band auf.

## Stil
Die Band spielt klassischen Thrash Metal, wobei das anspruchsvolle Spiel des Schlagzeugs besonders charakteristisch ist.

## Diskografie
- Killer Instinct (Album, 1988, Torrid Records)
- Just a Face in the Crowd (Album, 1989, Roadracer Records)